# Gadung Holbung
Gadung Holbung is een bestuurslaag in het regentschap Padang Lawas Utara van de provincie Noord-Sumatra, Indonesië. Gadung Holbung telt 120 inwoners (volkstelling 2010).